# میدان گازی سفید باغون
میدان گازی سفید باغون یکی از میدان‌های گازی ایران است که در مرکز استان فارس قرار دارد و در سال ۲۰۰۹ کشف شده است. این میدان دارای حجم ذخیره ۶ تریلیون فوت مکعب گاز طبیعی می‌باشد.